# Westhem
Westhem (Fries: Westhim) is een dorp in de gemeente Súdwest-Fryslân, in de Nederlandse provincie Friesland. Westhem ligt ten ten zuidoosten van Bolsward tussen Blauwhuis en Oudega aan de Westhemmer Opvaart, die uitmondt in het zuidelijk gelegen Rietmeer.
De buurtschap Feyteburen is onderdeel van Westhem, waarbij de kerk van het dorp juist in Feyteburen staat.
In 2023 telde het dorp 80 inwoners. Tot 1949 hoorde Blauwhuis bij het dorp Westhem. Blauwhuis groeide echter groter dan Westhem, en Westhem is voor voorzieningen aangewezen op Blauwhuis.

## Geschiedenis
Het dorp is ontstaan als terpdorp aan de Westhemmer Opvaart naar de Wijmerts. Iets ten zuiden van de terp lag aan de Hemdijk bij Katzijl een sluisje. Hier ontstond een buurtje met de naam Grauwe Kat. Beide zijn in de loop van de tijd aan elkaar gegroeid.
Westhem werd in de 13e eeuw genoemd als Westhem alias Hemdijck, maar dit kan ook een streeknaam zijn. Rond de 16e eeuw komen de namen Vesthem en Westhem voor.
De plaatsnaam verwijst naar een binnenpolder, of een stuk aangeslibd land, van het Oudfriese woord hem.
Tot 2011 behoorde Westhem tot de voormalige gemeente Wymbritseradeel.

## Kerk
De kerk van Westhem, de Bartholomeüskerk, in de buurtschap Feyteburen, is gewijd aan de heilige Bartolomeus. De uit kloostermoppen opgebouwde toren van deze kerk stamt uit de veertiende eeuw en vormt het oudste gedeelte van het gebouw. In de toren hangen twee klokken. De oudste dateert uit 1353.
Het randschrift van deze klok luidt: Bartolomeus dibaphus St. rex et immaculata mater Jesu. Ave Maria. (Bartolomeus, de met purper beklede, de heilige koning en de onbevlekte moeder van Jezus. Wees gegroet Maria.) Tevens vermeldt de klok de naam van pastoor Luidulfrus. De jongste klok dateert uit 1639. De huidige eenvoudige zaalkerk is gebouwd in 1708 ter vervanging van de middeleeuwse kerk.
De kerk is het enige rijksmonument van Westhem.

## Geboren in Westhem
- Jaring Walta (1887-1971), kunstschilder, tekenaar en etser
- Lolkje de Jong-van den Berg (1947-), hoogleraar sociale farmacie en farmaco-epidemiologie aan de Rijksuniversiteit Groningen

Steden: Bolsward · Hindeloopen · IJlst · Sneek · Stavoren · Workum

Dorpen en gehuchten: Abbega · Allingawier · Arum · Blauwhuis · Bozum · Breezanddijk · Britswerd · Burgwerd · Cornwerd · Dedgum · Deersum · Edens · Exmorra · Ferwoude · Folsgare · Gaast · Gaastmeer · Gauw · Goënga · Greonterp · Hartwerd · Heeg · Hemelum · Hennaard · Hichtum · Hidaard · Hieslum · Hommerts · Idsegahuizum · IJsbrechtum · Indijk · It Heidenskip · Itens · Jutrijp · Kimswerd · Kornwerderzand · Koudum · Kubaard · Loënga · Lollum · Longerhouw · Lutkewierum · Makkum · Molkwerum · Nijhuizum · Nijland · Offingawier · Oosterend · Oosterwierum · Oosthem · Oppenhuizen · Oudega · Parrega · Piaam · Pingjum · Poppingawier · Rauwerd · Rien · Roodhuis · Sandfirden · Scharl · Scharnegoutum · Schettens · Schraard · Sijbrandaburen · Terzool · Tirns · Tjalhuizum · Tjerkwerd · Uitwellingerga · Waaxens · Warns · Westhem · Wieuwerd · Witmarsum · Wolsum · Wommels · Wons · Woudsend · Zurich

Buurtschappen: Abbegaasterketting · Anneburen · Arkum · Atzeburen · Baarderburen · Baburen · Bernsterburen · De Bieren · De Blokken · De Hel · De Grits · De Kat · De Klieuw · De Polle · De Wieren · Dijksterburen · Doniaburen · Draaisterhuizen · Driehuizen · Eemswoude · Engwerd · Engwier · Exmorrazijl · Feyteburen · Flansum · Galamadammen · Gooium · Grauwe Kat · Grote Wiske · Grotewierum · Harkezijl · Hayum · Hemert · Hidaarderzijl · Hoekens · Hornsterburen · Idzega · Idserdaburen · Indijk (Bozum) · Jet · Jonkershuizen · Jousterp · Jouswerd · Kampen · Kleine Gaastmeer · Kleine Wiske · Kleiterp · Kooihuizen · Koufurderrige  · Kromwal · Koudehuizum · Laaxum · Laad en Zaad · Lippenwoude · Lytshuizen · Makkum (Bozum) · Meilahuizen · Montsamaburen · Nijeburen · Nijeklooster · Nijezijl · Oosthem (Witmarsum) · Osingahuizen · Piekezijl · Remswerd · Rijtseterp · Scharneburen · Schrok · Sieswerd · Sjungadijk · Smallebrugge · Sotterum · Speers  · Strand · Swaanwerd · Swarte Beien · Tsjerkebuorren · Vierhuizen · Viersprong · Vijfhuis · Vissersburen  · Het Vliet· Westerlittens · Wolsumerketting · Wonneburen · Ypecolsga

 Voormalige buurtschappen: Aaksens · Angterp · De Band · Barsum · De Bird · Bittens · Bloemkamp · Bootland · Bovenburen · Doniawier · Goëngamieden · Hiddum · Houw · Knossens · De Nes · Ottenburen · Sandfirderrijp · Slijp · Spijk · De Weeren 

Friesland: Steden en dorpen      Nederland: Provincies · Gemeenten